# مارتینز د لا تور
مارتینز د لا تور (به اسپانیایی: Martínez de la Torre) از شهرهای کشور مکزیک است که در ایالت وراکروز قرار دارد و جمعیت آن طبق سرشماری سال ۲۰۱۰ میلادی ۶۰٬۰۷۴ نفر بوده است.